# Michel Chebrou
 (décembre 2019).
Si vous disposez d'ouvrages ou d'articles de référence ou si vous connaissez des sites web de qualité traitant du thème abordé ici, merci de compléter l'article en donnant les références utiles à sa vérifiabilité et en les liant à la section « Notes et références ».
Michel Chebrou est un clarinettiste et compositeur français, né le 10 février 1954 à Sainte-Adresse (Seine-Maritime). Membre de la SACEM. La démarche culturelle de Michel Chebrou est de valoriser, à travers ses créations, les qualités uniques des ensembles à vent.

## Biographie
Après avoir étudié au conservatoire du Havre dans la classe de Claude Decugis et au conservatoire de Versailles, dans la classe d’Henri Dionet, Michel Chebrou est titulaire de plusieurs prix de clarinette et de composition, dont le prix de la Confédération musicale de France au concours international de composition du Havre en 1987 et les prix de l’ARCODAM, de la SACEM et de la Fédération Kendal’Ch au concours national de composition de la Fédération Musicale de Bretagne à Brest en 1993.
Successivement soliste, chef d’orchestre de plusieurs harmonies : La Ferté Saint-Aubin, Evron, Laval, Sillé-le-Guillaume, Courseulles-sur-Mer, créateur et pédagogue dans sa « Galerie sonore », animateur musical à Radio France à travers son émission « Concert promenade », directeur de l’école intercommunale de musique de Sillé-le-Guillaume, clarinettiste à l’harmonie du Havre, il est professeur certifié hors classe de musique de la section TMD, baccalauréat technologique de la musique et de la danse, au lycée Malherbe de Caen, professeur de clarinette, formation musicale et musique de chambre au centre culturel « La Prairie » de cette même ville, professeur de musicologie à l’université Inter-Âges de Basse-Normandie.
Il se produit à Paris : espace orchestral Ébène bleu, salle Cortot et église Saint-Merri. Après avoir été membre de la WASBE (Word Association for Symphonic Bands and Ensembles) n°387 depuis 1983, puis vice-président de la section française de la WASBE, Il est trésorier de l’AFEEV (Académie française pour l’essor des ensembles à vent).
Auteur de nombreuses œuvres, il compose pour orchestre d’harmonie, orchestre symphonique, musique de chambre, musique instrumentale pour vents et pour cordes ainsi que des pièces pédagogiques pour tous les instruments. Il est sollicité par les ensembles à vent : le sextuor Baermann, le quatuor Denner, le quintette de saxophones de Paris, l’orchestre d’anches de Paris, l’ensemble de clarinettes Ébène bleu et par des artistes de grande renommée : Jacques Mauger (tromboniste), Bernard Lienard (tubiste), Rodrigue Milosi (violoniste) et Guy Touvron (trompettiste). Ses œuvres sont enregistrées sur CD et éditées chez Robert Martin, Besson, Lafitan, Symphony Land, Bim (Suisse), Petit page, Musiques actuelles, Corelia, Egge Verlag (Allemagne).
Ses œuvres sont interprétées par de grands orchestres d’harmonie français : Musique des équipages de la flotte de Brest, Harmonie de la ville du Havre, Musique du 43e RI de Lille, Musique principale de l’Air de Paris, Musique des équipages de la flotte de Toulon, Musique des Sapeurs Pompiers de Paris, ainsi que l’Harmonie de Colombier en Suisse.
Ses oeuvres sont audibles sur internet à travers toutes les plateformes digitales.
Sur proposition du Ministre de l'Education Nationale, Monsieur le premier Ministre, par décret du 1er/01/2016, le nomme Chevalier dans l'Ordre des Palmes Académiques.

## Enregistrements
Voici les différents enregistrements faits avec les compositions ou joués par Michel Chebrou. 
- 33 tours clarinette et piano – interprète Brahms, Weber, Schumann.
- M Bi’Ba Jazz – dirige le big band du lycée Malherbe de Caen.
- Danceries – quatuor de clarinettes DENNER de Rouen.
- À travers l'Europe – orchestre junior départemental de la Fédération musicale de l’Ain.
- Overlord Symphonie – ensemble de clarinettes des 7e rencontres nationales de quatuors de clarinettes au Havre.
- Polyton – sextuor de clarinettes Baermann de Champagne-Ardenne.
- Concerto pour trombone et harmonie – Jacques Mauger et la Musique des équipages de la flotte de Brest.
- Concerto pour trombone et harmonie – Jacques Mauger – coffret Showcase, à l’infini... trombone.
- Anordaetie – ensemble Flût’Oceane du Havre.
- Mustek – Espace orchestral toutes clarinettes de Paris Ébène bleu.
- Tubafolia -  concerto pour tuba et harmonie – Bernard Lienard et la Musique des équipages de la flotte de Toulon.
- " Le jardin des hellébores" - conte de noël pour orchestre de flûtes - ensemble Flût'Océane du Havre.
- Arrangement de la Fantaisie Brillante D'Arban pour harmonie-Laurent Dupéré,trompette solo et l'orchestre d'harmonie de Biarritz.
- CD clarinette et orgue- Tamilla Sarimsakova organiste - interprétation de Corelli, Haendel, Couperin, Bach, Chebrou.
- CD concertos - pour clarinette, Julien Desgranges et l'opus76 - pour trombone, Jacques Mauger - pour tuba, Bernard Lienard.
- Taïno l'homme bon - pour violon solo - interprété par le violoniste Rodrigue Milosi.
- La Petite Rade - pour saxophone et piano - saxophone alto Guillaume Pernes - piano Thibault Chan te perdrix.
- Le P'tit bar du bout du monde - pour clarinette basse et piano - clarinette basse Thierry Maison - piano Yelena Lynova.
- CD Saxo Voce - Ensemble de saxophones Saxo Voce - direction Thibaut Canaval- interprétation des pièces pour ensemble de saxophones de Michel Chebrou
- CD Pièces pour Orgue de Michel Chebrou, enregistré à la cathédrale du Mans en mai 2024, par Tamilla Sarimsakova, professeur au conservatoire de Tashkent, Usbékistan.
- CD Oeuvres pour Harmonie. Vol.1. Musique des Sapeurs Pompiers de Paris, direction Julien Voisin, trompette solo Frédéric Foucher.